# Assotor

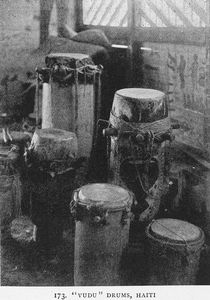
Présentation de tambours assotor.

L'Assotor est un gros tambour d'Haïti, dont le fût cylindrique en bois est muni de deux peaux de bœuf. 
Le son lourd et grave de cette percussion peut porter à plusieurs kilomètres dans les montagnes. Il est toujours utilisé dans les musiques traditionnelles du Vaudou.
Lors de la révolution haïtienne, Toussaint Louverture fit utiliser des tambours assotor pour l'envoi de messages codés entre les monts et les vallées de la colonie de Saint-Domingue au moment où les troupes expéditionnaires françaises intervenaient pour ré-asservir les régions nouvellement libérées.[réf. nécessaire]